# Borotba, Prîlukî
Borotba (în ucraineană Боротьба) este un sat în comuna Biloriciîțea din raionul Prîlukî, regiunea Cernihiv, Ucraina.

## Demografie
Componența lingvistică a localității Borotba
     Ucraineană (100%)
Conform recensământului din 2001, toată populația localității Borotba era vorbitoare de ucraineană (100%).